# Drucourt
Drucourt är en kommun i departementet Eure i regionen Normandie i norra Frankrike. Kommunen ligger i kantonen Thiberville som tillhör arrondissementet Bernay. År 2022 hade Drucourt 576 invånare.

## Befolkningsutveckling
Antalet invånare i kommunen Drucourt
Referens:INSEE